# Ben Tillett

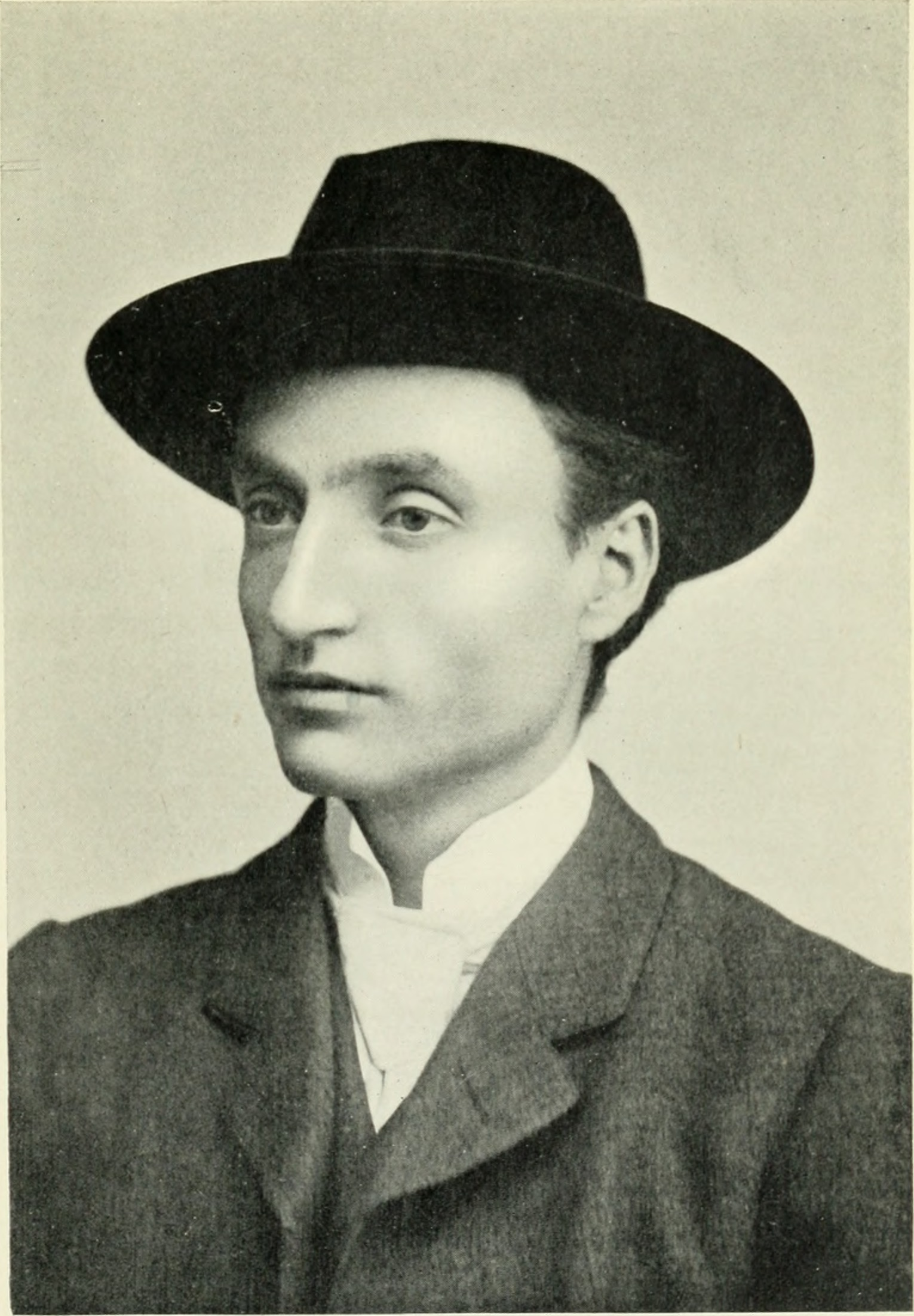
Ben Tillett

Benjamin Tillett (* 11. September 1860 in Bristol; † 27. Januar 1943) war ein britischer Gewerkschafter und Politiker.

## Leben und Tätigkeit
Tillett begann mit acht Jahren in einer Ziegelei zu arbeiten. Mit zwölf Jahren fuhr er für sechs Monate auf einem Fischkutter zur See, um anschließend eine Lehre als Stiefelmacher zu durchlaufen. Danach heuerte er erst bei der Royal Navy und dann bei der Handelsmarine an, um sich Mitte der 1880er Jahre schließlich im Londoner Hafen als Verladearbeiter niederzulassen.
1887 begann Tillett sich als gewerkschaftlicher Organisator zu betätigen, indem er die Tea Operatives and General Labourers Union in den Hafenanlagen von Tilbury bildete. Diese entwickelte sich – nach einer Umbenennung in Dock, Wharf, Riverside and General Labourers' Union – bald zu einer bekannten Gewerkschaft, die anlässlich ihrer Beteiligung am Londoner Hafenarbeiterstreik von 1889 zu landesweiter Bekanntheit erlangte. Bei den Hafenarbeiterstreiks der Jahre 1911 und 1912 trat er erneut als Streikführer in Erscheinung.
Als prominenter Gewerkschafter beteiligte Tillett sich an der Gründung der Independent Labour Party, schloss sich aber bald danach stattdessen der Social Democratic Federation an. Zudem war er Mitglied der Fabian Society und der Bristol Socialist Society. Ein erstes politisches Wahlamt bekleidete Tillett von 1892 bis 1898 als Mitglied des Londoner Stadtrates (London County Council).
1910 war Tillett maßgeblich an der Gründung der britischen Transportarbeitergewerkschaft (National Transport Workers’ Federation), in der Tilletts Tea Operatives and General Labourers Union und die von Havelock Wilson geführte Seamen's Union zusammengeführt wurden. Seit dieser Zeit saß er (bis 1932) im Allgemeinen Rat des Britischen Gewerkschaftskongresses (General Council of the Trades Union Congress).
Während Tillett in den Jahren bis zum Ersten Weltkrieg pazifistische Auffassungen vertrat und forderte, dass die Arbeiter aller europäischen Staaten im Falle eines europäischen Krieges sich weigern sollten gegeneinander zu kämpfen und den Krieg stattdessen in einen internationalen Krieg der Arbeiterklasse gegen die herrschenden Klassen aller Länder zu transformieren, stellte er sich nach dem Ausbruch des Ersten Weltkriegs hinter die britische Regierung und ihre Kriegsziele, da er diesen Krieg als einen Kampf um den Erhalt der Freiheit und des Liberalismus verstand. 1917 veröffentlichte er sogar ein Pamphlet, in dem er entsprechende Auffassungen darlegte.
Bei einer Nachwahl für das britische Parlament im Jahr 1917 wurde Tillett als Kandidat der Labour Party im Wahlkreis Salford North in dieses gewählt. Er gehörte dem Parlament anschließend zunächst bis 1924 als Abgeordneter an. Nachdem es ihm gelang nach fünfjähriger Abwesenheit vom Parlament anlässlich der Wahl des Jahres 1929 in dieses zurückzukehren gehörte er ihm noch einmal für zwei Jahre, bis 1931, an. Tillett saß somit zwischen 1917 und 1931, während eines Zeitraumes von vierzehn Jahren, neun Jahre lang an. Zuvor hatte er bereits 1892, 1895, 1906 und 1910 viermal erfolglos für das Parlament kandidiert: Die ersten beiden Male im Wahlkreis Bradford West, 1906 in Eccles und zuletzt in Swansea.
Als die National Transport Workers’ Federation sich 1922 mit einigen anderen Gewerkschaften zur erweiterten britischen Transportarbeitergewerkschaft (Transport and General Workers Union) zusammenschloss verlor Tillett – obwohl seine Gewerkschaft die größte Gewerkschaft war, die in der Transportarbeitergewerkschaft aufging – seine Stellung als Führer der britischen Hafenarbeiter an seinen bisherigen Stellvertreter Ernest Bevin, der als Generalsekretär an die Spitze der neuen Großgewerkschaft trat. Tillett erhielt aber immerhin eine führende Stellung in der neuen Körperschaft als ihr Internationaler und politischer Sekretär (International and Political Secretary), eine Position, die er bis 1931 beibehielt.

## Schriften
- A Brief History of the Dockers’ Union, commemorating the 1889 Dockers’ strike, 1910.
- A History of the London Transport Workers’ Strike, 1911.
- "Who was Responsible for the War and why?, 1917.
- Some Russian Impressions, 1925.
- Memories and Reflections, an Autobiography, 1931.